# Domenico Capranica

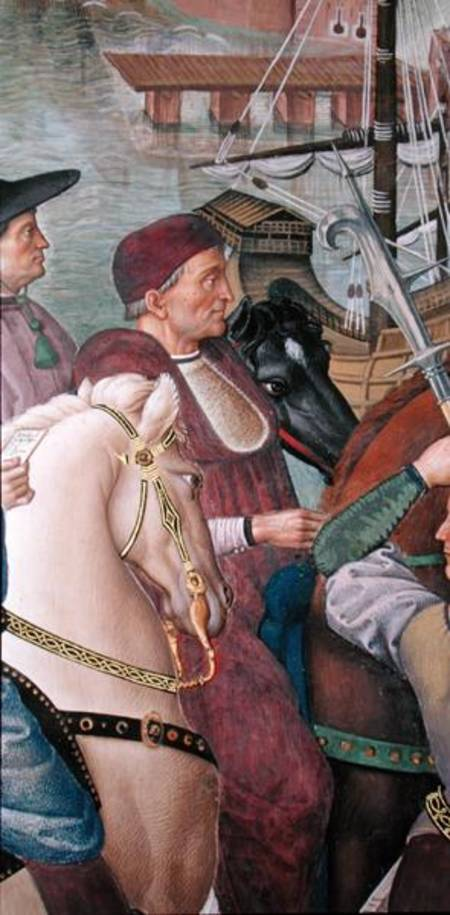
Kardinal Domenico Capranica

Domenico Capranica (* 31. Mai 1400 in Capranica Prenestina; † 14. Juli 1458 in Rom) war ein Humanist und Kardinal der Römischen Kirche.

## Leben

Kardinalswappen (Schema)

Er studierte in Padua und Bologna kanonisches und ziviles Recht, unter anderem bei Giuliano Cesarini, dessen Erhebung zum Kardinal im selben Konsistorium wie die von Capranica veröffentlicht werden sollte (1430). Domenico Capranica wurde 1425 zum Bischof von Fermo gewählt. Im Konsistorium am 23. Juli 1423 erhob ihn Papst Martin V. zum Kardinal in pectore, was erst im November 1430 veröffentlicht wurde, gleichzeitig übertrug ihm Papst Martin die Titeldiakonie Santa Maria in Via Lata. 1443 oder 1444 wurde er zum Kardinalpriester von Santa Croce in Gerusalemme erhoben, behielt aber in commendam seine alte Titeldiakonie. Beide Titel hatte Capranica bis zu seinem Tode inne. Er nahm am Konklave 1447 teil, das Tommaso Parentucelli zum neuen Summus Pontifex wählte. In seiner 1448/49 verfassten Denkschrift Advisamenta super reformatiane papae et Romanae curiae nahm
Capranica viele Beschlüsse der Kirchenreform des einhundert Jahre später tagenden Tridentinums gedanklich vorweg.
Der um 1451 für Kardinal Domenico Capranica errichtete Stadtpalast Palazzo Capranica stellt eines der wenigen Beispiele gotischer Profanarchitektur des 15. Jahrhunderts in Rom dar. Er nahm am Konklave 1455 teil. 1457 gründete er das Collegio Capranica, das nach dem Tod des Gründers von seinem Bruder Angelo weiter gefördert wurde.
Der Kardinal starb 1458 in Rom und ist in der Cappella Capranica der Basilika Santa Maria sopra Minerva begraben.
Er schrieb 1452 ein Sterbebuch, das Speculum artis bene moriendi (auch Ars bene moriendi), welches schon 1473 auf Deutsch erschien.